# Автошлях E653

Європейський шлях Е 653 — європейська дорога класу В в Угорщині та Словенії, що сполучає міста Летеньє — Марибор.

## Маршрут
Маршрут Е 653 пролягає через дві країни Європи:
- Угорщина
  - M70: Летеньє (E65 E71) - Торнийсентміклош

- Словенія
  - A5: Пинце - Мурська Собота - Марибор (E57  E59)